# Darold Williamson
Darold Williamson (San Antonio, 19 februari 1983) is een Amerikaanse atleet die is gespecialiseerd in de 400 m. Zijn grootste succes is het behalen van goud op de Olympische Spelen en twee gouden medaille op de 4 x 400 m estafette op het WK.
Hij studeerde af aan Business Careers High School (2001) in San Antonio en de Baylor University (2005) in Waco.
Zijn eerste succes behaalde hij in 2002 met het winnen van 400 m in 45,37 seconden op de WK junioren in het Jamaicaanse Kingston. Hij versloeg zijn landgenoot Jonathan Fortenberry (zilver) en de Jamaicaan Jermaine Gonzales (brons).
Op de Olympische Spelen van Athene in 2004 won hij op 21-jarige leeftijd met zijn teamgenoten Otis Harris, Derrick Brew en Jeremy Wariner een gouden medaille op de 4 x 400 m estafette. Het zilver ging naar het Australische team en het brons naar het Nigeriaanse team. Na zijn tweede plek op de Amerikaanse kampioenschappen achter Jeremy Wariner was hij favoriet op het WK 2005 in Helsinki. Hij werd echter teleurstellend zevende. Het goud en het zilver gingen naar zijn landgenoten Jeremy Wariner en Andrew Rock. In 2006 liep hij op de 4 x 400 m estafette met het Amerikaanse team een tijd van 3.01,96. Deze tijd was sneller dan het wereldrecord, maar werd niet als zodanig erkend.
Op het WK 2007 in Osaka kwam hij ook uit op de 4 x 400 m estafette won wederom een gouden medaille met het Amerikaanse team. Hij finishte in 2.55,56 voor het Bahamaanse team (zilver) en het Poolse team (brons).
Zijn persoonlijk record van 44,27 seconden liep hij tijdens de halve finale van de NCAA 2005.

## Titels
- Olympisch kampioen 4 x 400 m - 2004
- Wereldkampioen 4 x 400 m - 2005, 2007
- NCAA kampioen 400 m - 2005
- NCAA kampioen 400 m (Midwest) - 2005
- Wereldkampioen junioren 400 m - 2002
- Amerikaans junioren kampioen 400 m - 2002

## Persoonlijke records
| Onderdeel | Prestatie | Datum           | Plaats     |
| --------- | --------- | --------------- | ---------- |
| 200 m     | 20,91 s   | 12 mei 2001     | Austin     |
| 300 m     | 32,42 s   | 8 augustus 2006 | Eugene     |
| 400 m     | 44,27 s   | 10 juni 2005    | Sacramento |

## Palmares

### 400 meter
- 2002:  WK junioren - 45,37 s
- 2005: 7e WK - 45,12 s

### 4 x 400 meter
- 2004:  OS - 2.55,91
- 2005:  WK - 2.56,91
- 2007:  WK - 2.55,56

1912: Sheppard, Lindberg, Meredith, Reidpath ·
1920: Griffiths, Lindsay, Ainsworth-Davis, Butler ·
1924: Cochran, Helffrich, MacDonald, Stevenson ·
1928: Baird, Alderman, Spencer, Barbuti ·
1932: Fuqua, Ablowich, Warner, Carr ·
1936: Wolff, Rampling, Roberts, Brown ·
1948: Harnden, Bourland, Cochran, Whitfield ·
1952: Wint, Laing, McKenley, Rhoden ·
1956: Jenkins, Jones, Mashburn, Courtney ·
1960: Yerman, Young, G. Davis, O. Davis ·
1964: Cassell, Larrabee, Williams, Carr ·
1968: Matthews, Freeman, James, Evans ·
1972: Asati, Nyamau, Ouko, Sang ·
1976: Frazier, Brown, Newhouse, Parks ·
1980: Valiulis, Linge, Tsjernetski, Markin ·
1984: Nix, Armstead, Babers, McKay ·
1988: Everett, Lewis, Robinzine, Reynolds ·
1992: Valmon, Watts, Johnson, Lewis ·
1996: Harrison, Smith, Mills, Maybank ·
2000: Bada, Chukwu, Monye, Udo-Obong  ·
2004: Harris, Brew, Wariner, Williamson ·
2008: Merritt, Taylor, Neville, Wariner ·
2012: Brown, Pinder, Mathieu, Miller ·
2016: Hall, McQuay, Roberts, Merritt ·
2020: Cherry, Norman, Deadmon, Benjamin ·
2024: Bailey, Norwood, Deadmon, Benjamin
1983: Lovasjov, Troshchilo, Tsjernetski, Markin ·
1987: Everett, Haley, McKay, Reynolds ·
1991: Black, Redmond, Regis, Akabusi ·
1993: Valmon, Watts, Reynolds, Johnson ·
1995: Ramsey, Mills, Reynolds, Johnson ·
1997: Thomas, Black, Baulch, Richardson, Hylton ·
1999: Czubak, Maćkowiak, Bocian, Haczek ·
2001: Moncur, Brown, McIntosh, Munnings ·
2003: Djhone, Keïta, Diagana, Raquil ·
2005: Rock, Brew, Williamson, Wariner ·
2007: Merritt, Taylor, Williamson, Wariner ·
2009: Taylor, Wariner, Clement, Merritt ·
2011: Nixon, Jackson, Taylor, Merritt ·
2013: Verburg, McQuay, Hall, Merritt ·
2015: Verburg, McQuay, Nellum, Merritt ·
2017: Solomon, Richards, Cedenio, Gordon ·
2019: Kerley, Cherry, London, Benjamin ·
2022: Godwin, Norman, Deadmon, Allison ·
2023: Hall, Norwood, Robinson, Benjamin